# Rhodobryum lato-cuspidatum
Rhodobryum lato-cuspidatum är en bladmossart som beskrevs av Jean Édouard Gabriel Narcisse Paris 1898. Rhodobryum lato-cuspidatum ingår i släktet rosmossor, och familjen Bryaceae. Inga underarter finns listade i Catalogue of Life.